# Myrmica zhengi
Myrmica zhengi  (лат.) — вид мелких муравьёв рода Myrmica (подсемейство мирмицины). Китай.

## Распространение
Южная Азия: Китай, Шэньси, Foping (33°42’N, 107°48’E)

## Описание
Мелкие желтовато-коричневые муравьи (стебелёк и брюшко темнее) длиной от 7,3 до 8,2 мм с длинными шипиками заднегруди. Тело с редкими полуотстоящими волосками. Голова субквадратная (задние углы округлые), длина головы от 1,54 до 1,65 мм. Скапус усика рабочих изогнут у основания, но без зубца или лопасти на изгибе). Скапус короткий (длина от 1,32 до 1,40 мм) и не достигает затылочного края головы. Жвалы с 2—3 дистальными крупными и 7—9 мелкими зубцами. Скульптура тела сравнительно не грубая с тонкими бороздками на груди, поперечными на промезонотуме. От близких видов отличается более светлой окраской тела, формой головы, широкими в основании шипами заднегрудки. Стебелёк между грудкой и брюшком состоит из двух члеников: петиолюса и постпетиолюса (последний четко отделен от брюшка), жало развито, куколки голые (без кокона). Брюшко гладкое и блестящее. Особенности биологии не исследованы.

## Систематика
Близок к видам из группы Myrmica pachei-group по короткому скапусу самцов, форме основания усика рабочих. Вид был впервые описан в 2011 году энтомологами и Ли-Бин Ма (Ma, Li-Bin; Institute of Zoology, Shaanxi Normal University) и Ш.-К. Сю (Xu, Sheng-Quan; College of Life Sciences, Northeast Normal University, Китай). Название вида M. zhengi дано в честь китайского энтомолога профессора Ж.-М. Женга (Prof. Zheng Zhe-Min; КНР), за его крупный вклад в изучение систематики насекомых.